# محمد رسول مجيدوف
محمد رسول مجيدوف (مواليد 27 سبتمبر 1986) هو ملاكم أذربيجاني، مثّل بلاده في الألعاب الأولمبية الصيفية 2012.

## روابط خارجية
- محمد رسول مجيدوف على موقع بوكس ريك (الإنجليزية) (registration required)
- محمد رسول مجيدوف على موقع اللجنة الأولمبية الدولية (الإنجليزية)
- محمد رسول مجيدوف على موقع أوليمبيديا (الإنجليزية)